# Aeroportul Lhok Sukon
Aeroportul Lhok Sukon (IATA: LSX, ICAO: WITL) este un aeroport din Aceh⁠(d), Indonezia.
Situat la o altitudine de 10 m, aeroportul dispune de o singură pistă.